# نداء إلياس
نداء إلياس (مواليد 15 يناير 1981 في دمشق) هو فنان وكاتب سوري تتناول أعماله الاهتمامات البيئية والثقافية المتعلقة بمجتمعات الشرق الأوسط المعاصرة. تشمل الموضوعات التي سبق أن ناقشها إلياس استخدام الأبجدية العربية، بالإضافة إلى تأثير هجرة الطيور على اقتصاد الخليج.

## سيرته
درس نداء إلياس الفنون الجميلة في كلية الفنون والتصميم في الجامعة الأردنية، وحصل لاحقًا على درجة الماجستير في الفنون الجميلة في تخصص تصميم التواصل البصري من جامعة إسطنبول بيلجي، تركيا. يركز نداء إلياس على فن التركيب العام. في عام 2017، تم ترشيحه كأفضل فنان عالمي منفرد في آرت دبي حيث قدم تركيبته «رحلة البحث عن أبجد». وفقًا لمقال نُشر في جريدة البيان الإماراتية، فإن إبداعاته الفنية تمثل العلاقة بين الناس والثقافة من وجهات نظر مختلفة حيث يدعو الجمهور للتفاعل مع الأعمال وتفسير النتائج، كما يرى إلياس أن عمله الفني في معرض ليلة الفن بدبي 2019 «يتكون من إطارات صلبة، يستخدمها البشر للحكم على الآخرين، إذ تميز كل إطار بالخيوط المتشابكة عليه، لتكون هذه الخيوط المعلومات التي يسعى البشر إلى تكوينها عن بعضهم بعضاً».
لأبحاثه حول نظرية الألوان لبول كلي استُشهد بإلياس من قبل عالمة تاريخ الفن ستيبانيسكا باولينا في كتابها «التحول الأدائي في الفنون البصرية - فن بول كلي» واستشهد به أيضا في ذا ديلي هاتش.

## المعارض
- لؤلؤة الإمارات، معرض تركيب عام يعرض هجرة الطيور في الإمارات العربية المتحدة، حديقة زعبيل، دبي، الإمارات العربية المتحدة، 2016[10]
- معرض تركيب رحلة البحث عن أبجد، ليالي الفن في مركز دبي المالي العالمي، دبي، الإمارات العربية المتحدة، 2017[11][2][12][13]
- معرض التركيب العام «أسفل حفرة الأرنب»، ليالي الفن في مركز دبي المالي، دبي، الإمارات العربية المتحدة، 2019[14]

## المؤلفات والمنشورات
- الجورنيكا، مقال، جريدة الرأي، الأردن[15]
- ثلاثية اكتمال، قراءة في الأعمال الفنية الطينية للبروفيسور د. خالد الحمزة، أفكار، الأردن[16]
- بول كلي صانعًا المرئي، مقال، التشكيل، جمعية الإمارات للفنون التشكيلية - الإمارات العربية المتحدة[17]

## أعمال فنية

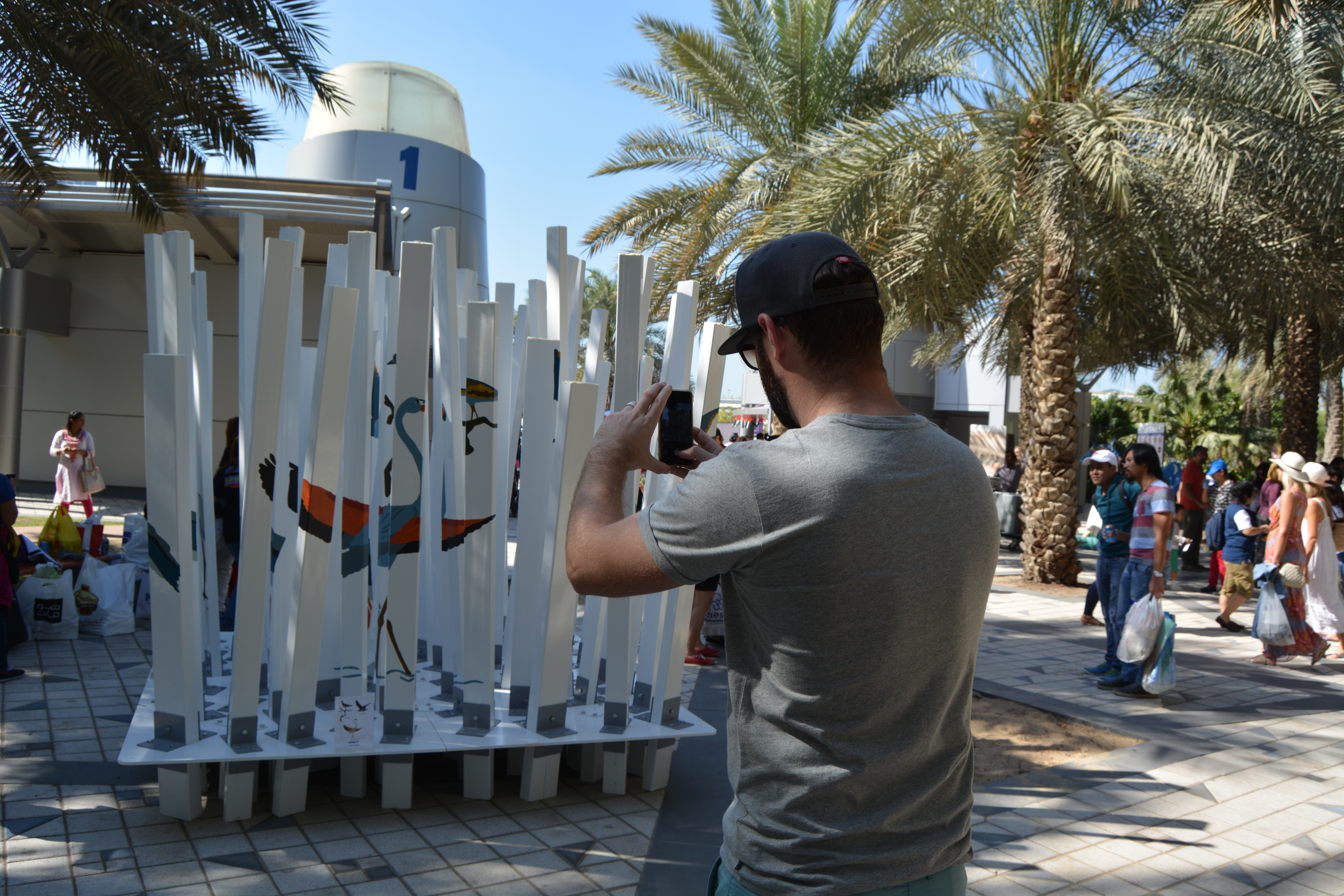
سائح في حديقة زعبيل يلتقط صوراً لتركيب لؤلؤة الإمارات العربية المتحدة
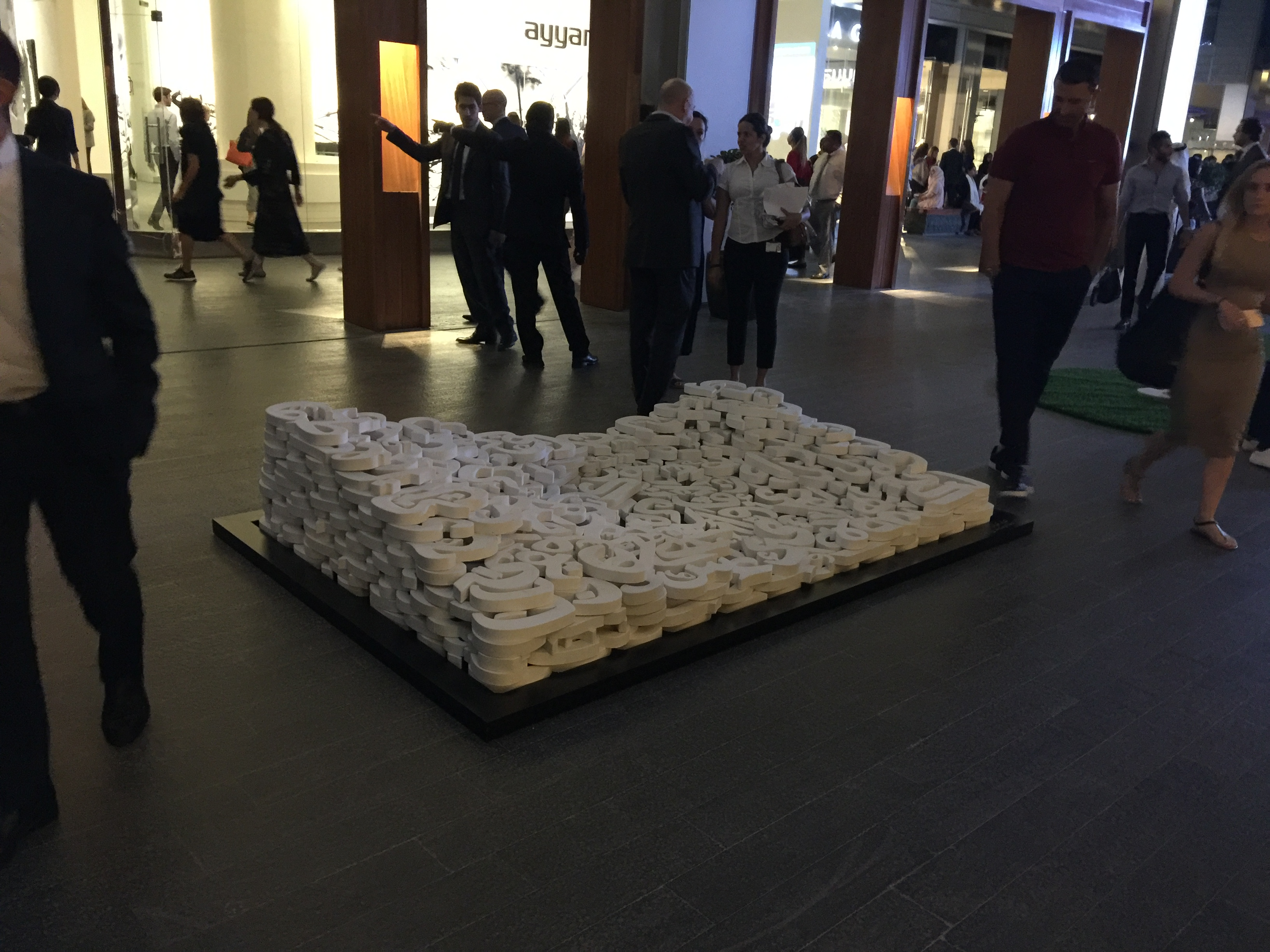
نظرة عامة على العمل الفني لتركيب أبجد في حدث الفن الليلي في مركز دبي المالي العالمي.
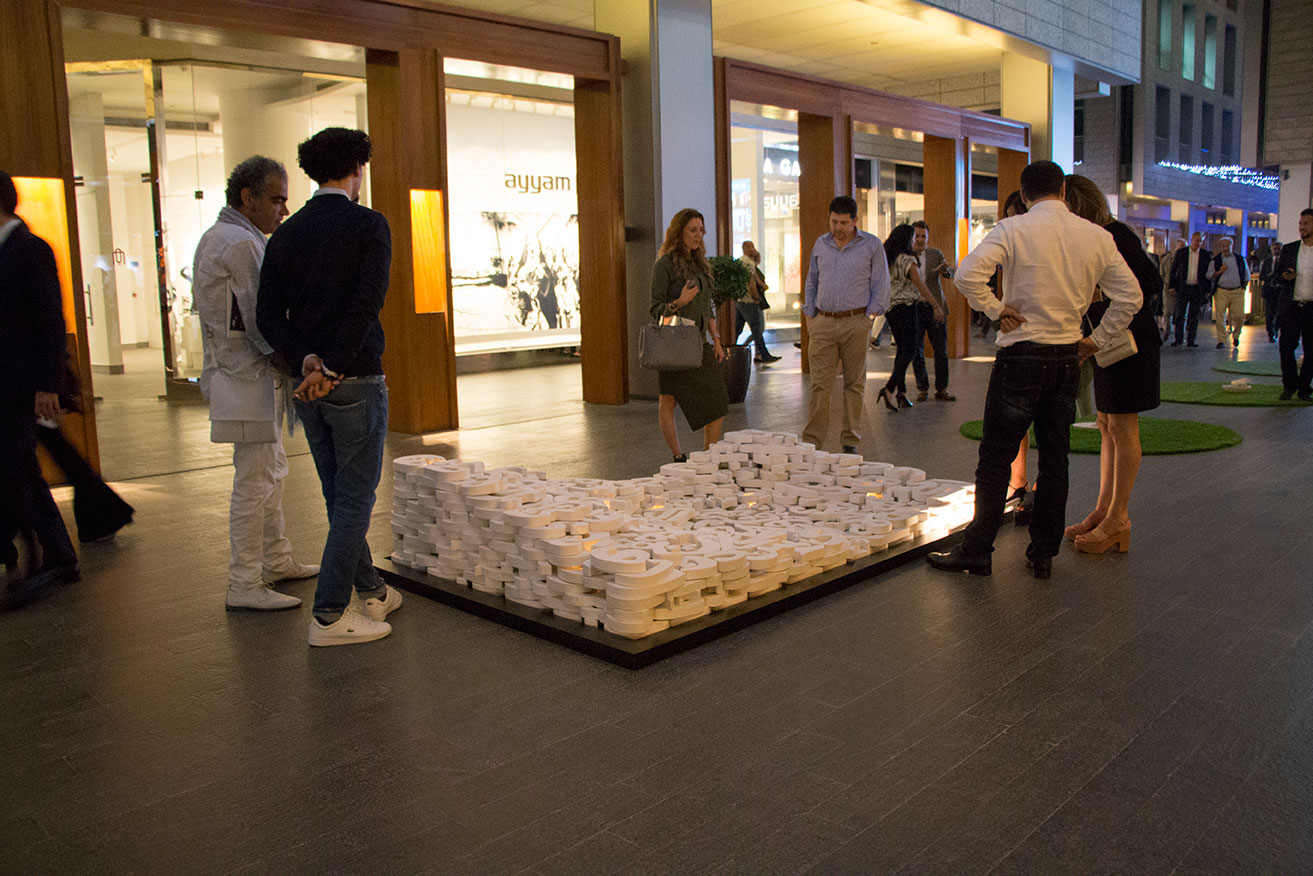
أشخاص يناقشون العمل الفني التركيبي "رحلة البحث عن أبجد" في فعالية آرت نايت في مركز دبي المالي العالمي
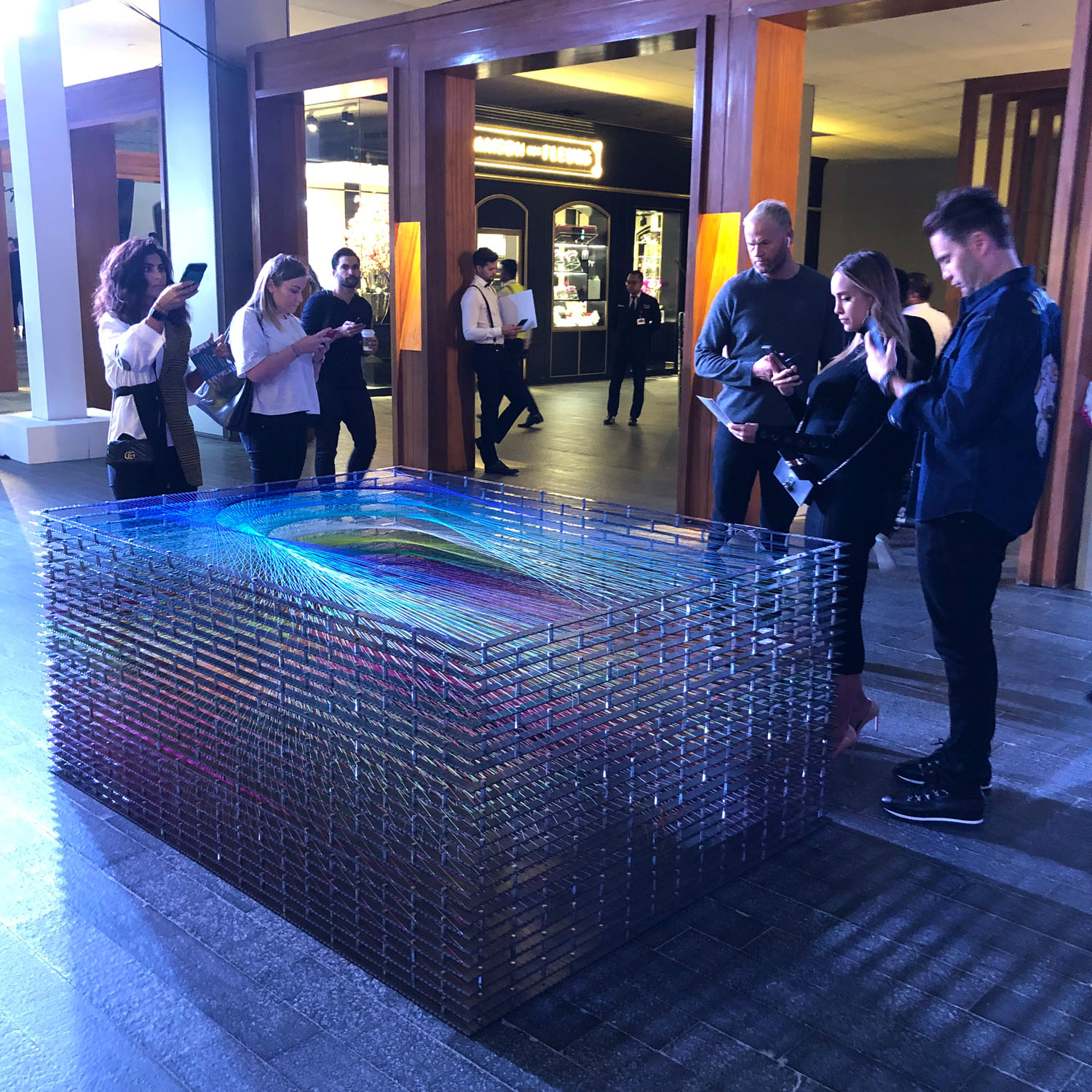
منظر ليلي للعمل الفني التركيبي Rabbit Hole في ليالي الفن بدبي 2019
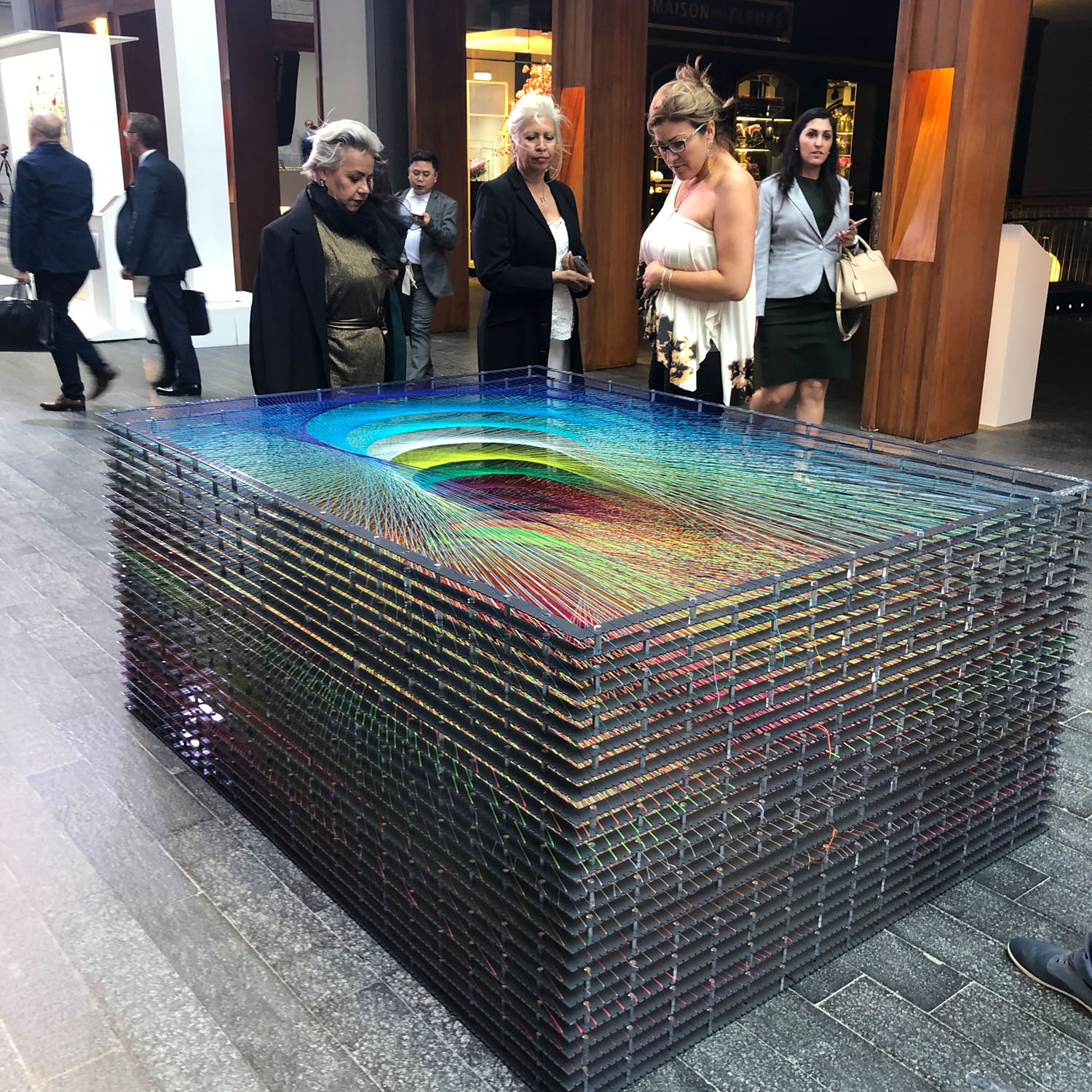
يلقي بعض الأشخاص نظرة فاحصة على العمل الفني التركيبي Rabbit Hole في ليالي الفن بدبي 2019
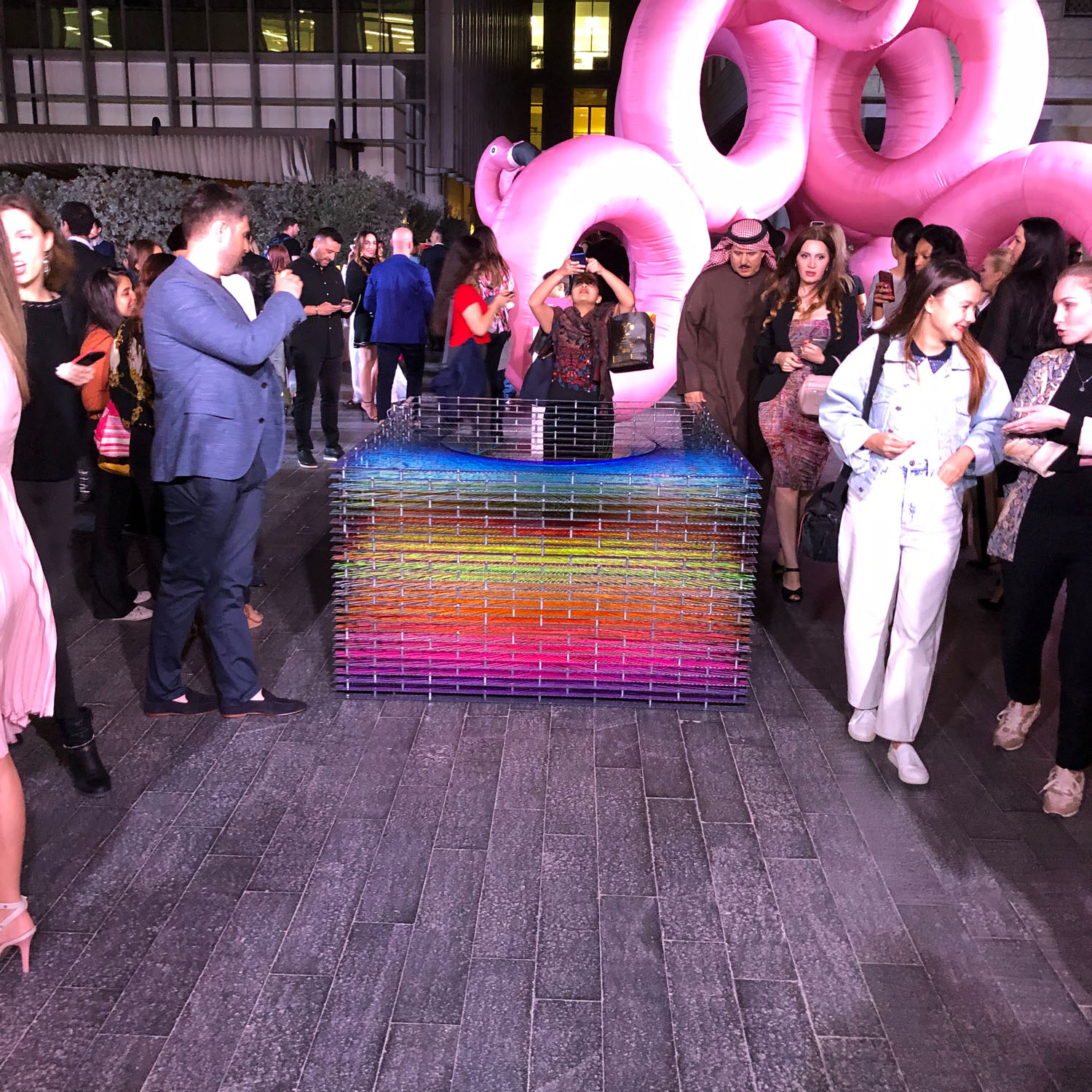
تجمع الناس حول العمل الفني التركيبي Rabbit Hole في 2019 مع عرض عمل آخر في الخلف